# Macchina da dividere

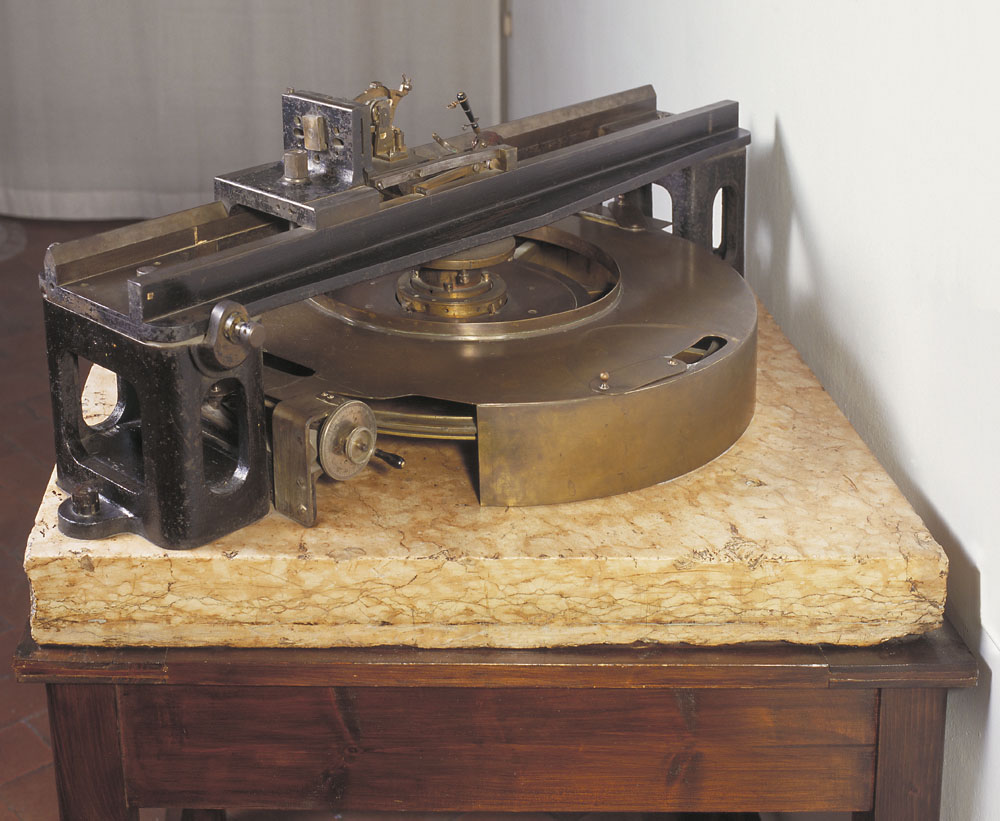
Macchina da dividere esposta al Museo Galileo di Firenze.

La macchina da dividere è un dispositivo complesso per tracciare con precisione linee geometriche o scale graduate esatte su strumenti di osservazione e di misura.
La macchina da dividere è costituita essenzialmente da una piattaforma rotante sulla quale viene montato il cerchio o il settore da incidere e da un sistema meccanico che fa ruotare la piattaforma secondo l'angolo desiderato. Questo risultato si ottiene realizzando sul bordo della piattaforma una dentatura regolare che ingrana una vite senza fine opportunamente dimensionata. La rotazione della piattaforma risulta pari all'angolo di rotazione della vite diviso per il numero dei denti della ruota. Se la costruzione è stata eseguita con precisione è quindi possibile ruotare la piattaforma secondo angoli molto piccoli. Il cerchio da dividere veniva posto sulla piattaforma rotante, avendo cura di centrarlo sul centro di rotazione della piattaforma. Quindi l'operatore ruotava la vite secondo angoli corrispondenti alla distanza angolare che doveva separare due divisioni contigue sulla scala da incidere. Dopo ogni spostamento, un bulino provvedeva ad incidere un tratto sulla periferia del disco da dividere. Il lavoro di divisione di un cerchio o di un arco di sestante era particolarmente delicato e impegnativo.